# Бекдорф (Шлезвиг-Гольштейн)
Бекдорф (нем. Bekdorf) — община в Германии, в земле Шлезвиг-Гольштейн. 
Входит в состав района Штайнбург. Подчиняется управлению Итцехё-Ланд.  Население составляет 103 человека (на 31 декабря 2010 года). Занимает площадь 1,7 км².